# Laurenz Tanner (Politiker, 1631)

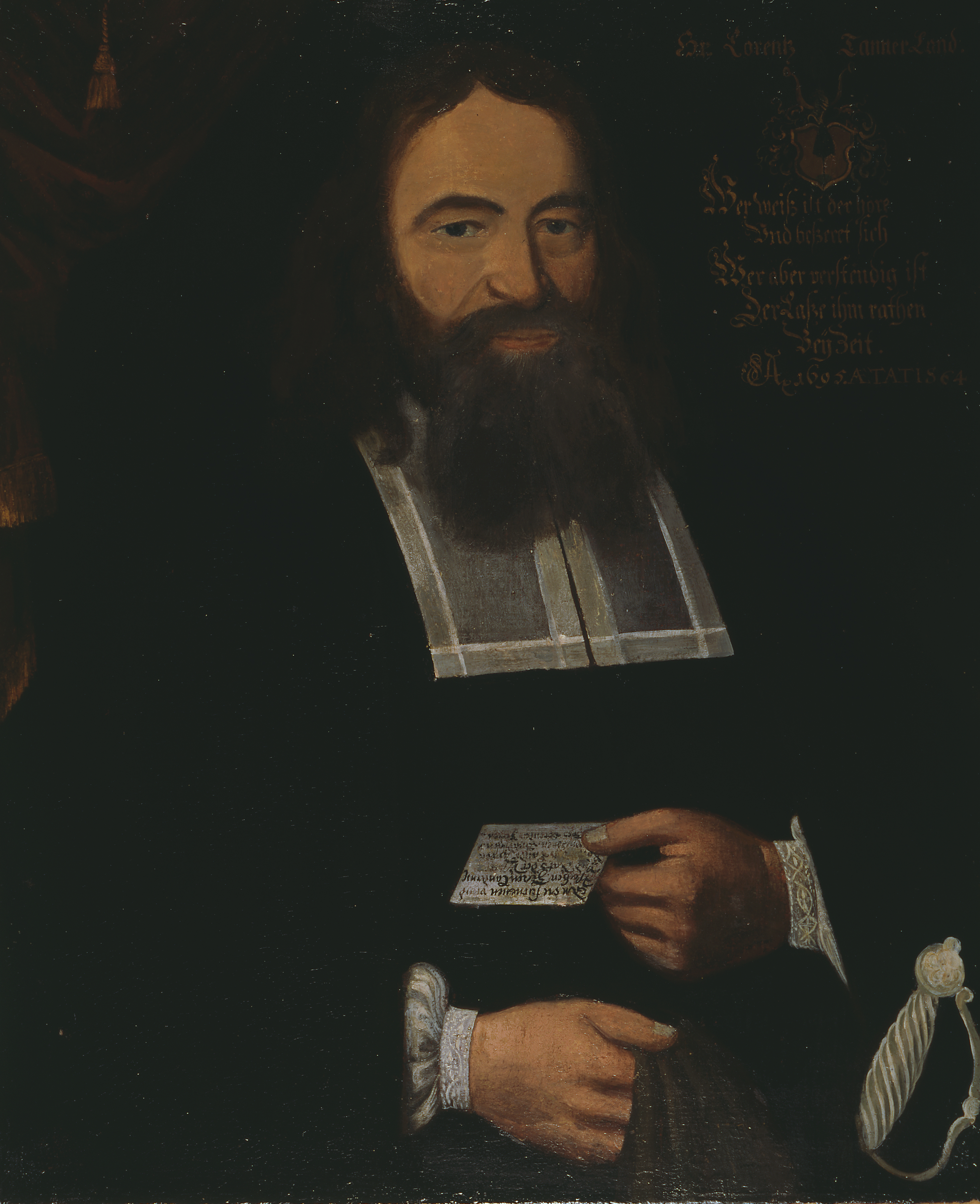
Laurenz Tanner, 14. Landammann von Appenzell Ausserrhoden 1684–1701

Laurenz Tanner (* 13. April 1631 in Herisau; † 19. November 1701 in Herisau; heimatberechtigt in Herisau) war ein Schweizer Kaufmann, langjähriges Mitglied des Kleinen Rats, Landammann und Tagsatzungsgesandter aus dem Kanton Appenzell Ausserrhoden.

## Leben
Laurenz Tanner war ein Sohn von Johannes Tanner und Bruder von Johannes Tanner. Er war Gastwirt, Kaufmann und Gemeindehauptmann von Herisau. Von 1665 bis 1770 amtierte er als Ausserrhoder Landesfähnrich, ab 1670 bis 1675 als Landessäckelmeister und von 1675 bis 1684 als Landesstatthalter. Zwischen 1682 und 1698 war er 37 Mal Tagsatzungsgesandter. Von 1684 bis 1701 hatte er das Amt des Landammanns inne. Tanner veranlasste nach der Widerrufung des Edikts von Nantes 1685 die Erhebung von Kollekten für die aus Frankreich und dem Piemont vertriebenen Protestanten und forderte die Rückberufung der ausserrhodischen Truppen im Sold Frankreichs. Er förderte 1686 den Bau einer Kirche in Wald und dadurch die Loslösung des Hofs Wald von der Muttergemeinde Trogen. 1701 wurde Tanner als Landammann abgewählt, weil er für die Einführung des gregorianischen Kalenders eintrat.
Im Jahr 1689 heiratete Tanner seine erste Frau Catharina Diem, Tochter von Hans Diem, Hufschmied. Eine zweite Ehe ging er 1697 mit Judith Kappeler, Tochter von Adam Kappeler und Witwe des Hans Ulrich Schiess, Gemeindehauptmann und Bleichereibesitzer in Herisau, ein.